# Villapiana

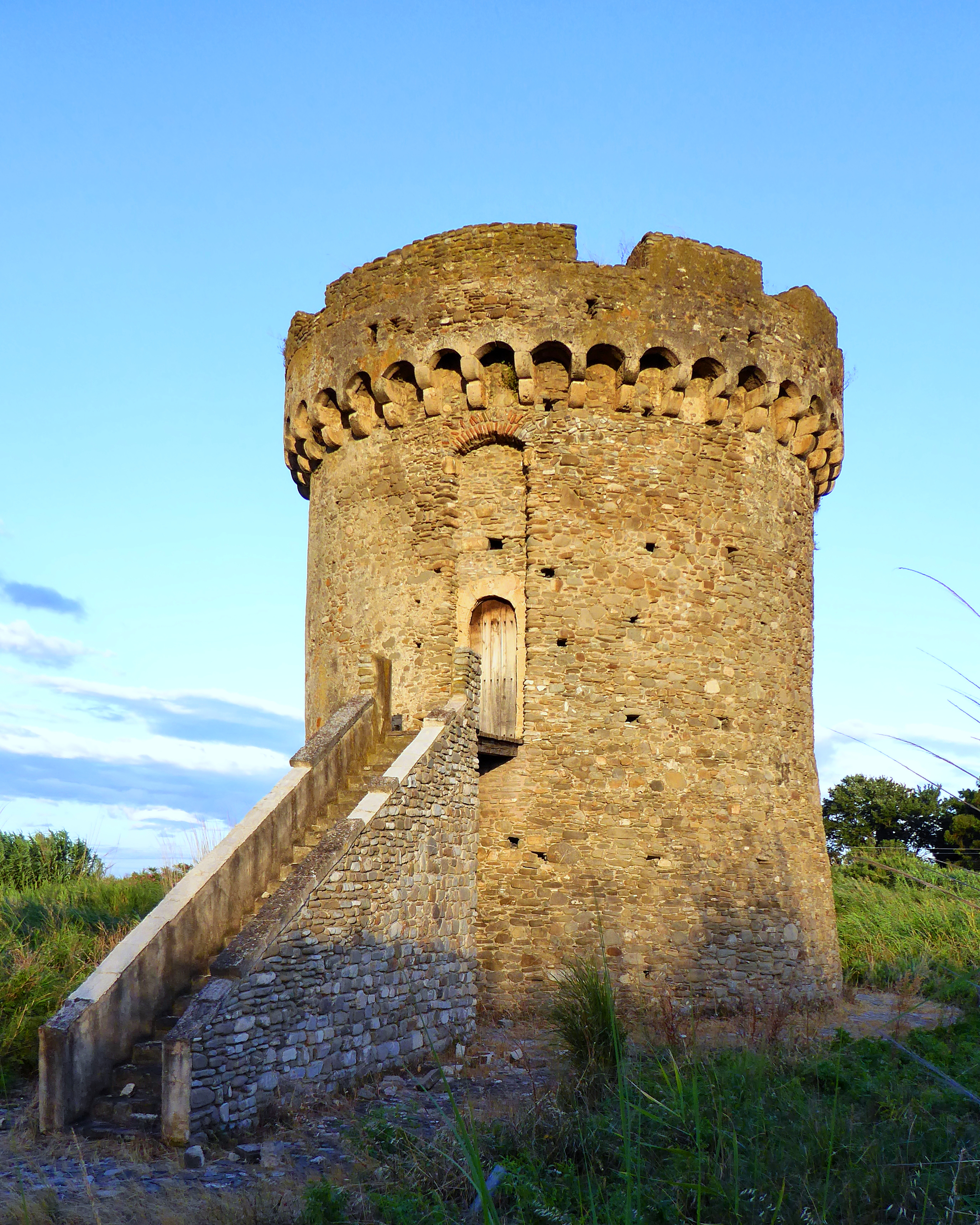
Torre Saracena in Villapiana Scalo

Villapiana ist eine italienische Stadt in der Provinz Cosenza in Kalabrien mit 5490 Einwohnern (Stand 31. Dezember 2023).

## Lage und Daten
Villapiana liegt etwa 88 km nördlich von Cosenza nördlich der Ebene von Sibari. Die Nachbargemeinden sind Cassano allo Ionio, Francavilla Marittima, Cerchiara di Calabria, Plataci und Trebisacce.

## Geschichte
Das Gründungsdatum des Ortes ist unbekannt.

## Sehenswürdigkeiten

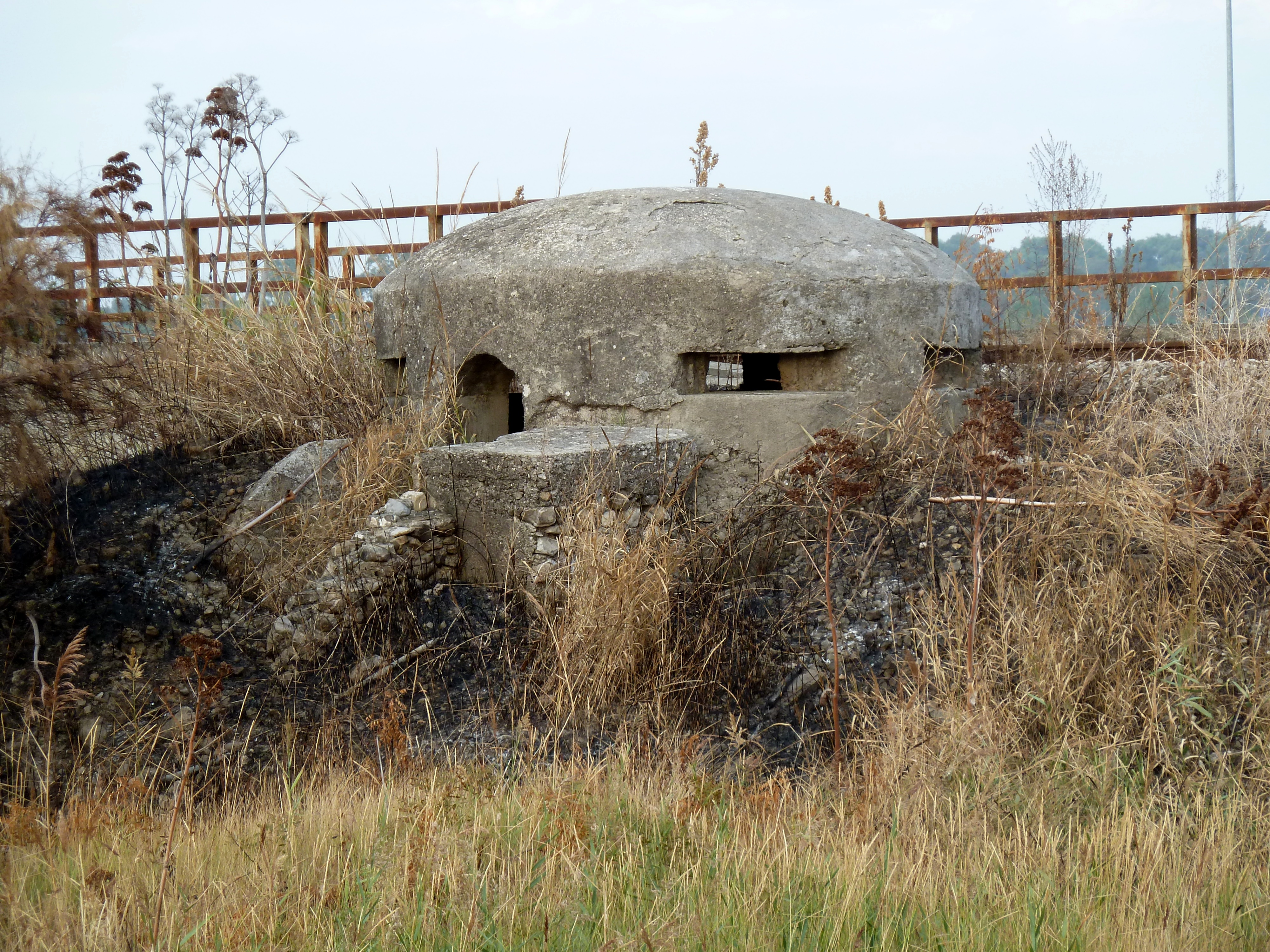
Bunker aus dem Zweiten Weltkrieg an der Bahnlinie in Villapiana Scalo

Im Ort steht eine Ruine einer Burg aus dem Mittelalter. Die Pfarrkirche wurde im gotischen Stil erbaut und im 16. Jahrhundert im Stil des Barocks umgebaut. Im Zentrum der Stadt befinden sich noch zwei Wehrtürme.